# Arctosa stigmosa
Arctosa stigmosa este o specie de păianjeni din genul Arctosa, familia Lycosidae. A fost descrisă pentru prima dată de Thorell, 1875. Conform Catalogue of Life specia Arctosa stigmosa nu are subspecii cunoscute.